# Dane Cameron
Pour les articles homonymes, voir Cameron.
Dane Cameron, né le 18 octobre 1988 à Glen Ellen, est un pilote automobile américain.

## Carrière
En 2009, Dane Cameron s'est tourné vers les courses de voitures de sport, où il pilota une Mazda RX-8 dans le championnat Rolex Sports Car Series pour l'écurie Racers Edge Motorsports. Il termina le championnat pilote en 17ème position dans la classe GT avec comme meilleure performance une troisième place au Watkins Glen International. Durant cette saison, il a eu dix copilotes différents dans la voiture n°30 du Racers Edge Motorsports.
En 2010, Dane Cameron n'a pris le départ que deux courses dans le championnat Rolex Sports Car Series, mais cette fois ci dans la catégorie prototypes Daytona. Il participa aux 24 Heures de Daytona pour le Beyer Racing et à la course New Jersey Motorsports Park pour Starworks Motorsport. 
En 2011, Dane Cameron a concouru avec l'écurie Dempsey Racing / Team Seattle avec une Mazda RX-8 de la catégorie Rolex GT avec comme coéquipier James Gué. Ils ont terminé quatrième du championnat avec trois troisièmes places et six top 5. Il a également pris le départ des 12 Heures de Sebring dans le championnat American Le Mans Series dans la catégorie LMPC avec le Genoa Racing. Lors de cette épreuve, il remporta sa catégorie.
En 2012, Dane Cameron a de nouveau piloté une Mazda RX-8 de l'écurie Sahlen dans le même championnat avec Wayne Nonnamaker en tant que coéquipier. Ils se sont classés 6ème aux points avec une victoire de catégorie au Mazda Raceway Laguna Seca et trois podiums.
En 2013, Dane Cameron a suivi à temps plein l'écurie Sahlen dans la classe Prototype du championnat Rolex Sports Car Series. Il a de nouveau partagé le volant avec Wayne Nonnamaker. Avec deux quatrièmes places, ils ont terminé dixième au classement des pilotes. Il s’est également associé avec Mike Guasch pour des quatre manches de l’American Le Mans Series pour l'écurie PR1/Mathiasen Motorsports.
En 2014, avec la fusion de l'American Le Mans Series et des Rolex Sports Car Series , Dane Cameron s'engagea dans la catégorie GTD avec le Turner Motorsport pour piloter une Turner BMW Z4 avec Markus Palttala comme coéquipier. Ils ont remporté quatre victoires de catégorie et deux troisièmes places en 11 manches. Ils remportèrent ainsi le championnat des pilotes GTD.
En 2015, Dane Cameron a rejoint l'écurie Action Express Racing afin de concourir dans la catégorie Daytona Prototype international avec Eric Curran comme coéquipier. Il a remporté deux victoires, quatre podiums et le top 5 à chaque course. Il termina ainsi troisième au classement des pilotes.
En 2016 et en 2017, Dane Cameron a continué avec Action Express Racing,. Il y sera sacré champion en 2016.
En 2018, Dane Cameron rejoint l'écurie Acura Team Penske afin de constituer l'un des équipages avec Juan Pablo Montoya.

## Palmarès

### Championnat WeatherTech SportsCar
(Les courses en gras 'indiquent une pole position, les courses en italique indiquent le tour de course le plus rapide en classe.)
| Année | Ecurie                    | Châssis          | Moteur                      | Classe    | 1      | 2      | 3     | 4     | 5     | 6      | 7      | 8     | 9     | 10     | 11    | Position | Points |
| ----- | ------------------------- | ---------------- | --------------------------- | --------- | ------ | ------ | ----- | ----- | ----- | ------ | ------ | ----- | ----- | ------ | ----- | -------- | ------ |
| 2014  | Turner Motorsport         | BMW Z4 GT3       | BMW P65 4,4 l V8 Atmo       | GTD       | DAY 7  | SEB 7  | LGA 1 | BEL 6 | WGL 1 | MOS 3  | IMS 15 | ELK 1 | VIR 1 | AUS 3  | ATL 4 | 1re      | 304    |
| 2015  | Action Express Racing     | Corvette DP      | Chevrolet LS9 5,5 l V8 Atmo | Prototype | DAY 4  | SEB 5  | LBH 4 | LGA 5 | BEL 1 | WGL 4  | MOS 2  | ELK 1 | AUS 3 | ATL 3  |       | 3e       | 304    |
| 2016  | Action Express Racing     | Corvette DP      | Chevrolet LS9 5,5 l V8 Atmo | Prototype | DAY 6  | SEB 2  | LBH 3 | LGA 3 | BEL 6 | WGL 2  | MOS 1  | ELK 1 | AUS 2 | ATL 4  |       | 1re      | 314    |
| 2017  | Whelen Engineering Racing | Cadillac DPi-V.R | Cadillac 5,5 l V8 Atmo      | DPi       | DAY 6  | SEB 3  | LBH 8 | AUS 2 | BEL 2 | WGL 10 | MOS 1  | ELK 4 | LGA 2 | ATL 2  |       | 2e       | 291    |
| 2018  | Acura Team Penske         | Acura ARX-05     | Acura AR35TT 3,5 l V6 Turbo | DPi       | DAY 10 | SEB 14 | LBH 5 | MOH 2 | BEL 3 | WGL 3  | MOS 10 | ELK 5 | LGA 3 | ATL 13 |       | 5e       | 251    |
| 2019  | Acura Team Penske         | Acura ARX-05     | Acura AR35TT 3,5 l V6 Turbo | DPi       | DAY 6  | SEB 9  |       |       |       |        |        |       |       |        |       |          |        |